# Productores de Música de España

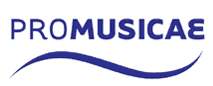
Logo Promusicae

Productores de Música de España (skr. Promusicae) – hiszpański oddział International Federation of the Phonographic Industry, nazwa zestawienia najpopularniejszych albumów i singli w Hiszpanii. Rankingi powstają w każdą niedzielę na podstawie tygodniowych opracowań. Utworzone nowe zestawienie jest podawane finalnie do wiadomości publicznej na oficjalnej stronie internetowej PROMUSICAE, która obejmuje takie notowania, jak Top 50 Songs, Top 100 Albums Chart, Top 20 Compilations Chart, Top 20 DVD Chart oraz Airplay Chart.